# 니가타현 제5구
니가타현 제5구는 1994년 공직선거법 개정으로 신설된 일본 중의원 선거구다. 현재 지역구 의원은 자유민주당 소속인 이즈미다 히로히코다.

## 지역
- 나가오카시 일부
- 오지야시
- 우오누마시
- 미나미우오누마시
- 미나미우오누마군
  - 유자와정

## 역대 중의원 의원
| 연도   | 선거            | 당선자            | 정당       |
| ------ | --------------- | ----------------- | ---------- |
| 1996년 | 제41회 총선거   | 다나카 마키코     | 자유민주당 |
| 2000년 | 제42회 총선거   | 다나카 마키코     | 자유민주당 |
| 2002년 | 제42회 보궐선거 | 호시노 유키오     | 무소속     |
| 2003년 | 제43회 총선거   | 다나카 마키코     | 무소속     |
| 2005년 | 제44회 총선거   | 다나카 마키코     | 무소속     |
| 2009년 | 제45회 총선거   | 다나카 마키코     | 민주당     |
| 2012년 | 제46회 총선거   | 나가시마 다다요시 | 자유민주당 |
| 2014년 | 제47회 총선거   | 나가시마 다다요시 | 자유민주당 |
| 2017년 | 제48회 총선거   | 이즈미다 히로히코 | 자유민주당 |
| 2021년 | 제49회 총선거   | 요네야마 류이치   | 무소속     |